# Stalowe magnolie (film 1989)
Stalowe magnolie (ang. Steel Magnolias) − amerykański komediodramat z 1989 roku w reżyserii Herberta Rossa, powstały na podstawie off-brodwayowskiej sztuki Roberta Harlinga z 1987 roku. Fabuła oparta jest na osobistych doświadczeniach Harlinga ze swoją zmarłą siostrą, która chorowała na cukrzycę typu 1. Akcja komediodramatu dzieje się w Luizjanie, a zdjęcia kręcono głównie w Natchitoches.

## Fabuła
Małe miasteczko na południu Stanów. Sześć kobiet o różnym statusie, wieku i doświadczeniach spotyka się regularnie w salonie kosmetycznym Truvy. Toczy się na pozór przeciętne, nudne życie – nacechowane miłością, macierzyństwem, cierpieniem, chorobą, poświęceniem, śmiercią. Związku łączącego kobiety nic nie jest w stanie rozerwać.

## Obsada
- Sally Field – M'Lynn Eatenton
- Dolly Parton – Truvy Jones
- Shirley MacLaine – Ouiser Boudreaux
- Daryl Hannah – Annelle Dupuy Desoto
- Olympia Dukakis – Clairee Belcher
- Julia Roberts – Shelby Eatenton Latcherie
- Tom Skerritt – Drum Eatenton
- Sam Shepard – Spud Jones
- Dylan McDermott – Jackson Latcherie
- Kevin J. O’Connor – Sammy Desoto
- inni

## Wersja polska
Dubbingowana wersja polska: Start International Polska

Reżyseria: Ewa Złotowska

Udział wzięli:
- M'Lynn Eatenton − Joanna Szczepkowska
- Truvy Jones − Ewa Złotowska
- Ouiser Boudreaux − Krystyna Królówna
- Shelby Eatenton Latcheri − Dominika Ostałowska

i inni

## Nagrody i nominacje
Oscary za rok 1989
- Najlepsza aktorka drugoplanowa – Julia Roberts (nominacja)

Złote Globy 1989
- Najlepsza aktorka drugoplanowa – Julia Roberts
- Najlepsza aktorka dramatyczna – Sally Field (nominacja)

Nagrody BAFTA 1990
- Najlepsza aktorka drugoplanowa – Shirley MacLaine (nominacja)